# Nghịch lý ông nội

Bi da và nghịch lý ông nội

Nghịch lý ông nội là một vấn đề trong nghịch lý của du hành thời gian, hay hiểu đơn giản là vấn đề không thể hiểu hoặc không có cách giải, lần đầu tiên được miêu tả (miêu tả đúng như khái niệm hiện nay) bởi nhà khoa học giả tưởng René Barjavel trong quyển sách Le Voyageur Imprudent (Nhà du hành khinh suất) xuất bản năm 1943. Tuy nhiên, những vấn đề tương tự (thậm chí còn phức tạp hơn) đã được miêu tả sớm hơn, ví dụ điển hình tiểu thuyết By His Bootstraps của Robert A. Heinlein. Điều nghịch lý ở đây là: Có một người đàn ông du hành thời gian về quá khứ và giết ông nội mình trước khi ông mình cưới bà nội. Kết quả là cha của anh ta sẽ không được sinh ra, điều đó dẫn tới người đàn ông đó sẽ không bao giờ được ra đời thì làm sao anh ta có thể du hành về quá khứ. Tuy nhiên, nếu anh không về quá khứ để giết ông nội mình thì ông nội anh phải còn sống, và điều đó có nghĩa là anh vẫn được ra đời và có thể vượt thời gian để giết ông nội mình. Hai tình trạng trên đã phủ nhận sự tồn tại của nhau; đây là một loại của nghịch lý logic.
Mặc dù tên lý thuyết này là nghịch lý ông nội, nó không nói riêng về sự không thể sinh ra đời của một ai đó. Đúng hơn thì khái niệm này bao gồm bất cứ những hành động nào làm nên sự không thể vượt thời gian về quá khứ từ lúc đầu. Tên nghịch lý ông nội là tên thông thường nhất được dùng để diễn tả hiện tượng nghịch lý du hành thời gian. Một ví dụ nữa là sử dụng một kiến thức khoa học của nhà khoa học A để tạo ra cỗ máy thời gian rồi sử dụng nó đi về quá khứ rồi giết nhà khoa học A, nếu nhà khoa học A bị giết trước khi phát minh ra kiến thức khoa học đó thì cỗ máy thời gian cũng sẽ không hề được tồn tại. Thuyết nghịch lý tương tự được biết đến (trong triết học) như là autoinfanticide (tạm dịch là "em bé tự sát"): Nói về trở về thời gian và giết chính mình khi còn là đứa bé.
Lý thuyết nghịch lý ông nội là một minh chứng bác bỏ khả năng du hành thời gian về quá khứ. Tuy nhiên, đã có một số phương pháp dùng để giải mã câu đố này đã được công bố, như là lý thuyết thời gian bất khả đổi nghĩa là tất cả mọi thứ trong thế gian đều đã sắp đặt không ai có thể thay đổi gì hết hoặc là khái niệm vũ trụ là một khoảng thời gian và không gian song song. Ví dụ như là Thời-Không hay không-thời gian (hay còn nói là thế giới) mà người đó được sinh ra khác biệt với thế giới mà người đó trở về quá khứ để giết ông nội mình hoặc có thể người đó vì muốn giết ông nội mình nhưng đã vô tình cứu ông thay vì giết được ông, điều đó nghĩa là ông nội anh vẫn còn sống và anh vẫn được ra đời để mà sau này trở về cứu ông nội mình, hoặc những tình tiết ly kỳ hơn có thể xảy ra như khi người đó trở về quá khứ và giết người mà anh ta đinh ninh rằng đó là ông nội của mình nhưng sự thực thì đó chỉ là ông nội trên danh nghĩa (trong quan hệ hôn nhân với bà nội), còn ông nội thực sự là một người khác (là người tình của bà nội và là bố của người cha anh ấy) như vậy, anh ấy vẫn giết ông nội khi trở về quá khứ nhưng anh vẫn được sinh ra trong tương lai.
Một nghịch lý có liên quan là nghịch lý Hitler hoặc nghịch lý vụ ám sát Hitler. Nghịch lý Hitler này được thấy trong các thể loại khoa học giả tưởng, khi một người hùng vai chính du hành về quá khứ để giết chết Hitler trước khi Hitler tạo nên chiến tranh thế giới thứ hai. Nếu như chiến tranh thế giới thứ hai chưa từng xảy ra thì lý do quay về quá khứ để giết Hitler cũng sẽ không hề tồn tại. Thêm vào đó, ảnh hưởng của sự tồn tại của Hitler rất to lớn và hầu như sẽ ảnh hưởng đến tất cả những người sinh sau Thế chiến thứ hai.

## Lý giải bằng lý thuyết trongkhoa học

### Lý thuyết bất biến Novikov hay lý thuyết tự phù hợp-Novikov
Xem Lý thuyết tự phù hợp-Novikov và Kip S. Thorne để có thể có cái nhìn làm sao mà du hành thời gian có thể xảy ra mà không tạo ra nghịch lý. Dựa vào lý thuyết này, tất cả những thời gian có thể là bất biến, nghĩa là những gì các nhà du hành thời gian làm trong khi du hành về quá khứ là một phần của lịch sử từ bấy lâu nay. Người đó sẽ không bao giờ có thể cản chính mình để đi chuyến đi ngược thời gian để làm chuyện tạo nên lịch sử chúng ta hiện biết. Hiểu theo nghĩa đơn giản là thiên mệnh (khái niệm) (hay số phận, tiếng Anh Determinism), là những việc mà đã có một năng lực nào đó sắp đặt sẵn để hình thành nên thế giới của chúng ta sống.
Seth Lloyd và một số nhà nghiên cứu khác ở MIT đã đề xuất ra một phiên bản mở rộng của nguyên lý Novikov. Phiên bản này nói rằng khả năng xảy ra bị bẻ cong để tránh nghịch lý xảy ra. Càng gần tạo ra nghịch lý thì kết cục sẽ càng lúc càng quái lạ vì vũ trụ thiên vị những biến cố không chắc xảy ra để ngăn chặn những biến cố không thể.
Một số người đưa ra lập luận là khái niệm tự do ý chí tương đương với nghịch lý du hành thời gian. Vì nếu một ai đó du hành về quá khứ để thay đổi quá khứ và tương lai thì làm sao có thể phân biệt được giữa hành động đó và những hành động thường ngày được cho là được tự do quyết định trong hiện tại.
Còn có thể đưa ra một lập luận du hành vũ trụ không thể vì nó vi phạm rất nhiều định luật bảo toàn bởi vì nó nhân bản vật chất mới. Du hành thời gian có lẽ còn cần đến sự phân bố lại khối lượng và năng lượng trong toàn vũ trụ.

### Vũ trụ song song
Khi vũ trụ song song tồn tại có nghĩa mọi thứ một người nào đó làm khi du hành về quá khứ không hề ảnh hưởng tới tương lai của người đó mà quá khứ của người đó sẽ trở thành một vũ trụ mới. Đa vũ trụ là một loại của vũ trụ song song.
Các giả thuyết của vũ trụ song song trong vật lý như sau:
- Trong cơ học lượng tử, thuyết nhiều thế giới dự đoán là tất cả các sự kiện lượng tử ngẫu nhiên với xác suất hơn 0 thực tế xảy ra theo mọi cách thức có thể có trong các thế giới khác nhau. Điều đó có nghĩa là lịch sử liên tục chia nhánh thành nhiều lịch sử khác nhau (nói cách khác là chia nhánh thành nhiều thế giới khác nhau). Nhà vật lý David Deutsch đã nhận xét rằng nếu có thể du hành thời gian về quá khứ thì nhà du hành thời gian sẽ đi vào thế giới có lịch sử khác.[9] Xem thêm tự sát và bất tử lượng tử.
- Thuyết M là một lý thuyết giả định cao cấp đã hợp nhất 6 thuyết siêu dây, tuy nhiên hiện giờ thì thuyết này chưa hoàn chỉnh. Một kết quả có thể được rút ra từ các ý tưởng của thuyết M là đa vũ trụ dưới dạng các màng ba chiều được gọi là brane có thể tồn tại bên nhau trong chiều không gian lớn thứ tư (xem Vũ trụ học Brane. Tuy nhiên, hiện tại không có bằng chứng gì trong vật lý nói rằng chỉ có một màng trong mỗi phiên bản lịch sử có thể theo quy luật tự nhiên như trong diễn giải của thuyết nhiều thế giới và không có bằng chứng là khi du hành thời gian có thể đi từ màng vũ trụ này qua màng vũ trụ khác.

Ví dụ: Nếu cháu nội (tên A) đi ngược thời gian về giết ông nội mình thì người ông nội đã chết chỉ chết trong thế giới đó nhưng vẫn sống trong thế giới mà A sống. Từ lúc A về giết ông nội mình trong quá khứ, nó tách rời thế giới trong quá khứ ra khỏi thế giới trong tương lai. Nghĩa là trên nguyên lý thì đó là quá khứ nhưng vì A đã thay đổi nó, nó trở thành một nhánh khác (hiểu tạm là thế giới khác). Có thể hiểu như là hai thế giới hoàn toàn khác biệt với nhau. Một thế giới ông nội A vẫn sống hoặc chết vì già hay bệnh, còn một thế giới khác thì ông nội A bị A giết và thế giới đó bố A và A không hề tồn tại.
Ví dụ cho nhiều thế giới: Một người đang tính đi tắm hay đi chơi. Anh ta quyết định đi tắm nhưng thực ra ở một thế giới khác anh ta quyết định đi chơi. Hiểu tạm như từng giây xảy ra đều tạo ra một thế giới mới. Trong thế giới anh ta đi tắm thì sau khi đi tắm, anh ta suy nghĩ nên đi bơi hay đi xe đạp, khi đó sẽ tách tiếp ra thành hai thế giới khác, trong một thế giới thì anh đi bơi và một thế giới thì anh ta đi xe đạp. Trong thế giới anh quyết định đi chơi, thì sau khi đi chơi anh ta sẽ suy nghĩ nên đi leo núi hay đi xem phim, và sẽ xảy ra hiện tượng hai thế giới tách ra, trong mỗi thế giới anh làm những điều khác nhau. Như vậy đã có 4 thế giới hoàn toàn khác nhau. Trên thực tế nếu điều này xảy ra (dĩ nhiên chúng ta điều không hề biết tới những thế giới khác) thì có thể vô tận thế giới khác biệt được tạo ra trong một ngày từ những sự lựa chọn vì trong mỗi giây bạn đều có thể làm vô tận điều.

## Lý giải bằng lý thuyết trong khoa học giả tưởng
Là những lý thuyết nằm trong các thể loại khoa học giả tưởng phim, tiểu thuyết... Nói về nghịch lý thời gian.

### Lý thuyết không tồn tại
Theo lý thuyết này, nếu một người nào đó làm điều gì đó trong quá khứ để khiến họ trở nên không tồn tại thì khi trở về thời gian của họ, họ sẽ thấy những ảnh hưởng mà họ làm chưa hề được tồn tại. Qua lý thuyết này, tuy ảnh hưởng của họ không tồn tại nhưng họ vẫn tồn tại.

### Giải pháp vũ trụ song song
Theo lý thuyết này, để ngăn chặn nghịch lý du hành thời gian xảy ra thì phải giả định là nhà du hành thời gian sẽ đi tới một vũ trụ song song trong khi không có gì thay đổi trong vũ trụ của người đó. Lý thuyết này đã được nêu ở trên dưới cách nhìn của khoa học, cũng là phổ biến trong khoa học hư cấu (xem lịch sử khác (giả tưởng)).

### Giải pháp hành động hạn chế
Một giải pháp khác, trong đó lý thuyết bất biến Novikov là một ví dụ, là nếu một ai đó trở về quá khứ, thì quy luật tự nhiên (hoặc nguyên nhân can thiệp khác) sẽ ngăn cấm không cho nhà du hành thời gian làm những việc gì mà sau đó làm cho chuyến du hành thời gian của họ không thể xảy ra. Ví dụ như đứa cháu nội tên A khi về giết ông nội mình thì sẽ bắn hụt; hoặc súng bị kẹt hay không phát hỏa; hoặc chỉ làm thương được ông nội của mình chứ hoàn toàn không giết được ông; hoặc A giết nhầm một người khác mà A tưởng là ông nội mình; hoặc những sự kiện khác xảy ra để ngăn chặn A thành công trong việc giết ông nội mình (vì nếu A thành công thì nó sẽ tạo ra nghịch lý). Không một hành động nào của A sẽ thành công để giết ông nội mình, có thể ví như "không may mắn" hoặc sự tình cờ ngẫu nhiên xảy ra nhằm ngăn chặn xảy ra nghịch lý. Nói chung, nhà du hành thời gian sẽ không thể nào thay đổi lịch sử. Thường thường trong khoa học giả tưởng, nhà du hành thời gian không chỉ thất bại trong việc ngăn chặn một hành động nào đó, nhà du hành thời gian còn là một phần tạo ra sự kiện đó (nghĩa là những việc du hành thời gian làm sẽ góp phần tạo nên lịch sử chúng ta biết ngày nay) (xem nghịch lý số mệnh), thường thường là do sự ngẫu nhiên.
Lý thuyết này dẫn tới sự lo ngại về vấn đề liệu tự do ý chí có thực sự tồn tại hay không (trong lý thuyết này thì tự do ý chí có thể là ảo tưởng hoặc cùng lắm là có giới hạn). Lý thuyết này giả định rằng nguyên nhân xảy ra sự kiện sẽ là bất biến (nghĩa là lịch sử chúng ta được tạo ra và sắp đặt sẵn bởi một quyền lực nào đó như đấng tạo hóa): có nghĩa là không điều gì có thể xảy ra khi không có nguyên nhân. Ngược lại một số lý thuyết khác nêu ra các sự kiện có thể là bất biến cho dù nguyên nhân không tồn tại.
Có một khái niệm có liên quan nhưng khác biệt, khái niệm đó ví thời gian có khả năng tự phục hồi như cũ. Những hành động của nhà du hành thời gian giống như là ném một cục đá vào một hồ lớn; nó sẽ tạo ra những gợn sóng, nhưng chẳng mấy chốc sẽ biến mất bởi những gợn sóng đang tồn tại trong cái hồ đó (điều này nói lên rằng những hành động của nhà du hành thời gian có ảnh hưởng ban đầu theo thời gian sẽ lắng xuống, vì thế lịch sử sẽ trở về như cũ). Ví dụ là, nhà du hành thời gian ám sát thành công một nhà lãnh đạo chính trị nào đó đã gây nên chiến tranh, nhưng không vì thế mà chiến tranh không xảy ra, những người dưới quyền ông ta sẽ tiếp tục lấy cớ khác, như cớ ông bị ám sát để tiến hành chiến tranh (ví dụ này nêu lên dù nhà du hành thời gian đã gây ra sự khác biệt nhưng không hoàn toàn thay đổi được lịch sử). Hoặc nhà du hành vũ trụ ngăn chặn một vụ tông xe để cứu người yêu nhưng người được cứu sẽ chết theo cách khác và không cách nào ngăn chặn được cái chết của người đó. Nói chung số phận đã định sẽ phải chết để hòa hợp với dòng lịch sử. Bộ phim Cỗ máy thời gian năm 2002 là một ví dụ, với nội dung là nhân vật chính tạo nên một cỗ máy thời gian nhằm quay lại quá khứ để cứu bạn gái mình đã bị giết bởi tên cướp. Khi cứu được cô ta thì cô lại chết bởi vụ tông xe. Cuối cùng anh ta đã hiểu là không thể cứu cô khi đi về quá khứ vì nguyên nhân anh tạo ra cỗ máy thời gian chỉ là vì bạn gái bị giết, nếu bạn gái anh không hề bị giết thì anh sẽ không bao giờ tạo ra cỗ máy thời gian. Trong một số trường hợp, chỉ những sự kiện khiến cho người du hành thời gian trở về quá khứ là không thể thay đổi hoàn toàn được. Trong các trường hợp khác thì tất cả các thay đổi sẽ tự hồi phục theo cách này hoặc vũ trụ có thể hồi phục hầu hết các thay đổi nhưng không thể hồi phục được những biến cố lớn. Vấn đề này còn được giải thích bởi game nhập cảnh Doctor Who RPG, nó thể hiện thời gian giống như dòng suối, bạn có thể đắp đập, đổi hướng, ngăn chặn nó nhưng cuối cùng nó cũng trở về như cũ sau thời gian bị cản trở.
Hiện tại chúng ta không thể biết rõ là người du hành thời gian thay đổi quá khứ hay tạo ra lịch sử vốn dĩ đã có. Ví dụ một nhà du hành thời gian trở về quá khứ để thuyết phục một họa sĩ — người mà tác phẩm duy nhất còn tồn tại của anh ta là rất nổi tiếng — để giấu đi tất cả những bức họa với mục đích bảo vệ nó. Nếu anh ta quay trở về thời gian của anh ta (nghĩa là tương lai), anh ta khám phá ra những bức họa này đã trở thành nổi tiếng. Anh ta nhận ra mình đã thay đổi quá khứ. Hay hoặc, anh ta trở về tương lai và nhớ những gì mà anh ta đã nhớ, ngoại trừ một tuần sau khi anh ta trở về, các tác phẩm được tìm thấy. Vây những tác phẩm có thật sự bị phá hủy không? Có thật là anh có giữ gìn được nó không? Hoặc sự biến mất của nó trước đây là do người họa sĩ đó giấu và vì thế người ta tưởng nó bị phá hủy và tới giờ mới tìm được?

### Giải pháp Bad Wolf
Một giải pháp có thể lý giải nghịch lý Hitler là người đi về quá khứ để giết Hitler là do trước đó đã nhặt được một tờ giấy viết rằng anh ta phải làm vậy. Sau khi giết chết Hitler, anh ta viết lại một tờ giấy cho chính bản thân anh ta trong tương lai để quay lại quá khứ giết Hitler.

### Giải pháp hủy diệt
Một số khoa học viễn tưởng đưa ra giả thuyết là các nghịch lý sẽ hủy diệt vũ trụ hoặc ít nhất là hủy diệt các phần của thời gian và không gian chịu ảnh hưởng của nghịch lý đó.
Một giả thuyết tương tự nhưng ít hủy diệt hơn là người du hành thời gian sẽ chết nếu tạo ra nghịch lý.

### Thuyết phủ định điều chỉnh tạm thời
Thuyết này nói rằng nếu như du hành thời gian là có thể thì không thể tạo ra nghịch lý ông nội. Thuyết này còn nêu rằng bất kể hành động nào mà phủ định du hành thời gian thì sẽ không thể xảy ra. Các hậu quả của sự kiện như vậy theo cách thức nào đó sẽ phủ định sự kiện đó. Phủ định bằng cách tẩy trí nhớ của người du hành thời gian trước khi người đó về quá khứ hoặc ngăn cản hành động du hành thời gian bằng cách nào đó hoặc hủy diệt vũ trụ hoặc... Nói chung nếu muốn thay đổi quá khứ thành công thì chỉ có thể thay đổi một cách tình cờ.
Ví dụ, nếu như một ai đó muốn về cứu bố mẹ mình khỏi cái chết thì người đó sẽ thất bại. Nhưng nếu người đó về quá khứ và làm điều gì đó tình cờ đã cứu bố mẹ cậu ta thì bố mẹ cậu sẽ được cứu vì lý do để quay về quá khứ vẫn không thay đổi. Cho nên chuyến du hành thời gian vẫn sẽ xảy ra và điều đó sẽ không tạo ra nghịch lý.
Nếu như sự kiện thay đổi này có một ảnh hưởng cực lớn trong lịch sử loài người và nếu sự kiện này không phá hủy mục đích và khả năng du hành thời gian thì có thể thay đổi quá khứ. Trong trường hợp này thì trí nhớ của nhà du hành gia về sự kiện này sẽ ngay lập tức được thay đổi.
Một ví dụ là nếu một ai đó quay về quá khứ để quan sát Áo vào năm 1887. Trong khi ở đó, người đó đã bắn chết năm người. Một trong năm người chết là bố hoặc mẹ của Hitler do đó Hitler sẽ không tồn tại. Do sự kiện đó không tiêu hủy mục đích và khả năng du hành nên sự thay đổi quá khứ sẽ thành công. Và tất cả những yếu tố ảnh hưởng đến chuyến du hành phải được giữ nguyên như cũ để thay đổi quá khứ.